# Le Chevalier Black
Pour plus de détails, voir Fiche technique et Distribution.
Le Chevalier Black ou Le Chevalier Noir au Québec (Black Knight) est un film américain réalisé par Gil Junger, sorti en 2001.

## Synopsis
Jamal (Martin Lawrence) est employé dans un parc historique. Après être tombé accidentellement dans les douves du pont-levis, il se retrouve plongé au cœur d'une révolution en plein Moyen Âge, révolution du passé qui aidera Jamal dans son présent.

## Fiche technique
- Titre original : Black Knight
- Titre français : Le Chevalier Black
- Titre québécois : Le Chevalier Noir
- Réalisation : Gil Junger
- Scénario : Darryl Quarles, Peter Gaulke
- Genre : comédie familiale, fantastique
- Durée : 95 minutes
- Dates de sortie : 
  - États-Unis : 21 novembre 2001
  - France : 17 juillet 2002

## Distribution
- Martin Lawrence (VF : Thierry Desroses ; VQ : Manuel Tadros) : Jamal Walker / Skywalker
- Marsha Thomason (VF : Annie Milon ; VQ : Camille Cyr-Desmarais) : Victoria / Nicole
- Tom Wilkinson (VF : Claude Giraud ; VQ : Jean-Marie Moncelet) : Sir Knolte de Marlborough
- Kevin Conway (VF : Henri Poirier ; VQ : Guy Nadon) : Le roi Leo
- Vincent Regan (VF : Joël Zaffarano ; VQ : Daniel Picard) : Percival
- Daryl Mitchell (VF : Christophe Peyroux) : Steve
- Michael Countryman : Phillip
- Jeannette Weegar (VF : Barbara Tissier ; VQ : Joanne Garneau) : La princesse Regina
- Erik Jensen (en) : Derek
- Dikran Tulaine (en) : Dennis
- Helen Carey : La reine
- Michael Burgess (VF : Frantz Confiac) : Ernie
- Isabell O'Connor (VF : Jacqueline Cohen) : Mme Bostick